# Верцман Ізраїль Юхимович
Ізраї́ль Юхи́мович Ве́рцман (* 1906, Могилів-Подільський — 1992) — радянський літературознавець та естетик, 1940 — кандидат філологічних наук, нагороджений орденом Червоної Зірки та медалями, член Спілки письменників Москви, 1970 — член Спілки письменників СРСР.

## Життєпис
В 1930 році закінчує ВХУТЕМАС, з того ж року почав друкуватися.
Учасник Другої світової війни.
В 1945—1947 роках викладав історію зарубіжної літератури у Ленінградській військово-морській академії, протягом 1947—1952 років — у ВДІКу, 1952—1954 — викладає у Алма-Атинському педагогічному інституті.
Протягом 1954—1970 років працює в видавництві «Радянська енциклопедія».
Його авторству належать статті та монографії про ідеологію та реалізм доби Просвітництва — Л. Стерн, Ж-Ж. Руссо, робіт про драматургію та естетику Вільяма Шекспіра, щодо естетичних поглядів Д. Дідро, Й. Гете.
Вийшли друком його книжки:
- 1936 — «Рембрандт», Москва,
- 1958 — «Жан-Жак Руссо», Москва, 1976 — друге видання,
- 1964 — «Гамлет Шекспіра», «Масова історико-літературна бібліотека»,
- 1967 — «Проблеми художнього піднання», Москва.